# Oplostomus haroldi
Oplostomus haroldi är en skalbaggsart som beskrevs av Witte 1880. Oplostomus haroldi ingår i släktet Oplostomus och familjen Cetoniidae. Inga underarter finns listade i Catalogue of Life.